# Tom Henning Øvrebø
Tom Henning Øvrebø (Oslo, 26 de junio de 1966) es un exárbitro de fútbol noruego, que arbitró partidos de la Copa de la UEFA y la UEFA Champions League. Fuera del fútbol, se desempeña como psicólogo.

## Carrera
Øvrebø ha arbitrado más de doscientos partidos en la Liga Noruega de Fútbol desde su debut el 20 de septiembre de 1992. En 1994 fue designado árbitro FIFA autorizado. Ganó el Premio Kniksen como mejor árbitro del año en la Liga Premier de Noruega en 2001, 2002, 2003, 2005 y 2006. Fue el encargado de dirigir las finales de la Copa de Noruega de 1999 y 2006.

## Trayectoria internacional
Fue elegido como uno de los árbitros para la Eurocopa 2008, en la que dirigió dos encuentros, el Alemania - Polonia y el Italia - Rumanía, tras el cual la federación italiana presentó una protesta al considerar que durante el encuentro les fue anulado un gol legal.
Tras uno de los encuentros que dirigió durante la Liga de Campeones de la UEFA 2008-09, entre el Chelsea F.C. y el F. C. Barcelona, fue objeto de duras críticas por parte del equipo londinense, cuyos jugadores le reclamaron durante el encuentro varias jugadas controvertidas en las que consideraron que había favorecido al equipo español.
A pesar de mantener una trayectoria regular en la liga noruega, durante la Liga de Campeones de la UEFA 2009-10, volvió a tener una controvertida actuación en el encuentro Bayern Múnich-Fiorentina, en el cual concedió un tanto logrado en fuera de juego al equipo bávaro.

## Copa del Mundo 2010
Después de arbitrar varios encuentros de clasificación para la Copa Mundial de Fútbol de 2010, fue preseleccionado para dirigir partidos de la fase final del Mundial Sudáfrica 2010. No obstante, en febrero de 2010, la FIFA no le incluyó en la lista de elegidos para el Mundial de Sudáfrica, tras lo cual decidió retirarse de la competición internacional.